# Woodcott, Cheshire
Woodcott var en civil parish från 1866 till 1990 då den blev en del av Wrenbury cum Frith, i grevskapet Cheshire, i England. Civil parish var belägen 6 km från Nantwich och hade 23 invånare år 1971.